# Kryštof Klesch
Kryštof Klesch, také Christoph, (16. října 1632, Spišská Nová Ves, Horní Uhry – 20. února 1706, Erfurt, Durynsko) byl korunovaný básník, luteránský teolog, karpatský Němec a exulant. Rovněž Maďarsko jej řadí mezi osobnosti svého národa.

## Život
Pocházel ze zámožné rodiny, jeho otec byl správcem dolu, ale zemřel, když bylo Kryštofovi pět let. Po absolvování školy ve svém rodném městě procestoval Kryštof Klesch několik míst ve Slezsku a Sasku, navštívil např. Krakov, Frankfurt nad Odrou a Lipsko. V roce 1648 začal navštěvoval gymnázium ve Vratislavi a počátkem 50. let 17. století studoval na univerzitě ve Wittenbergu filozofii a teologii. V roce 1654 přijal místo jáhna v Popradu. Po dalších zastávkách v Bardejově a Môťové (Matthiasdorf) u Zvolena se roku 1661 stal farářem a školním inspektorem ve Spišské Sobotě. V roce 1673 uprchnul do Wittenbergu.
- V Horních Uhrách (kde nalezlo útočiště i mnoho evangelíků z rekatolizovaných Zemí Koruny české) byl panovníkem Leopold I. Po odhalení Wesselényiho spiknutí začali být katolickou církví pronásledováni všichni protestantští faráři či učitelé v Uhersku. Protože byli tvrdě nuceni ke změně vyznání, odcházeli do exilu (Češi už podruhé). Nátlak v Uhrách vyvrcholil v březnu 1674, kdy tam bylo odsouzeno 300 evangelických kazatelů – z nich bylo 41 osob posláno na galeje.[2]

Ve Wittenbergu Kryštof Klench získal dne 9. října 1674 magisterský titul na zdejší lutherské univerzitě, poté se přestěhoval do Jeny, kde působil jako kazatel a spisovatel. V roce 1680 přijal službu v Tennstedtu, v roce 1684 se přestěhoval do Erfurtu, kde zprvu sloužil jako jáhen. Rok poté se v Erfurtu stal pastorem.
Doboví pamětníci jej popisují jako výmluvného veršotepce, který spolu se svým bratrem Danielem Kleschem dospěl ke stručnému způsobu vyjadřování. Kromě svých básní vydával teologické brožury a některá kázání. Dne 4. května 1676 byl korunován Philippem von Zesenem básnickou korunou. (Tento prastarý obřad korunovace básníka popsala např. baronka Germaine de Staël ve svém románu Corinna o l'Italia v roce 1807.)

## Dílo
- De ortu Animae Rationalis. Wittenberg 1653
- Aller Christen, absonderlich Lehrer, Lebenskrone. Levoča 1661
- Redlich und Redender Reise-Gefährte eines aus Ungarn Vertriebenen. Jena 1675
- Der mit dem Göttlichen Kleinod heilsamer Elends-Klauen gezierte Evangelischen Prediger. Jena 1679
- Andächtige Elendsstimme auf Davids Harfenspiel. Jena 1679
- Succincta Papistica ae in XIII Scepus. oppidis …, instituta deformationis enarratio. Jena 1679
- Neue Ehrenpforte. Erfurt 1705